# Szczelina w Krzesanicy II
Szczelina w Krzesanicy II – jaskinia w Tatrach Zachodnich w grani Krzesanicy, około 150 metrów na zachód od szczytu. Wejście do niej znajduje się w pobliżu jaskiń Szczelina w Krzesanicy I i Szczelina w Krzesanicy III, na wysokości 2110 metrów n.p.m., co czyni ją najwyżej położoną jaskinią w Tatrach Zachodnich. Jej długość wynosi 25 metrów, a deniwelacja 5 metrów. 

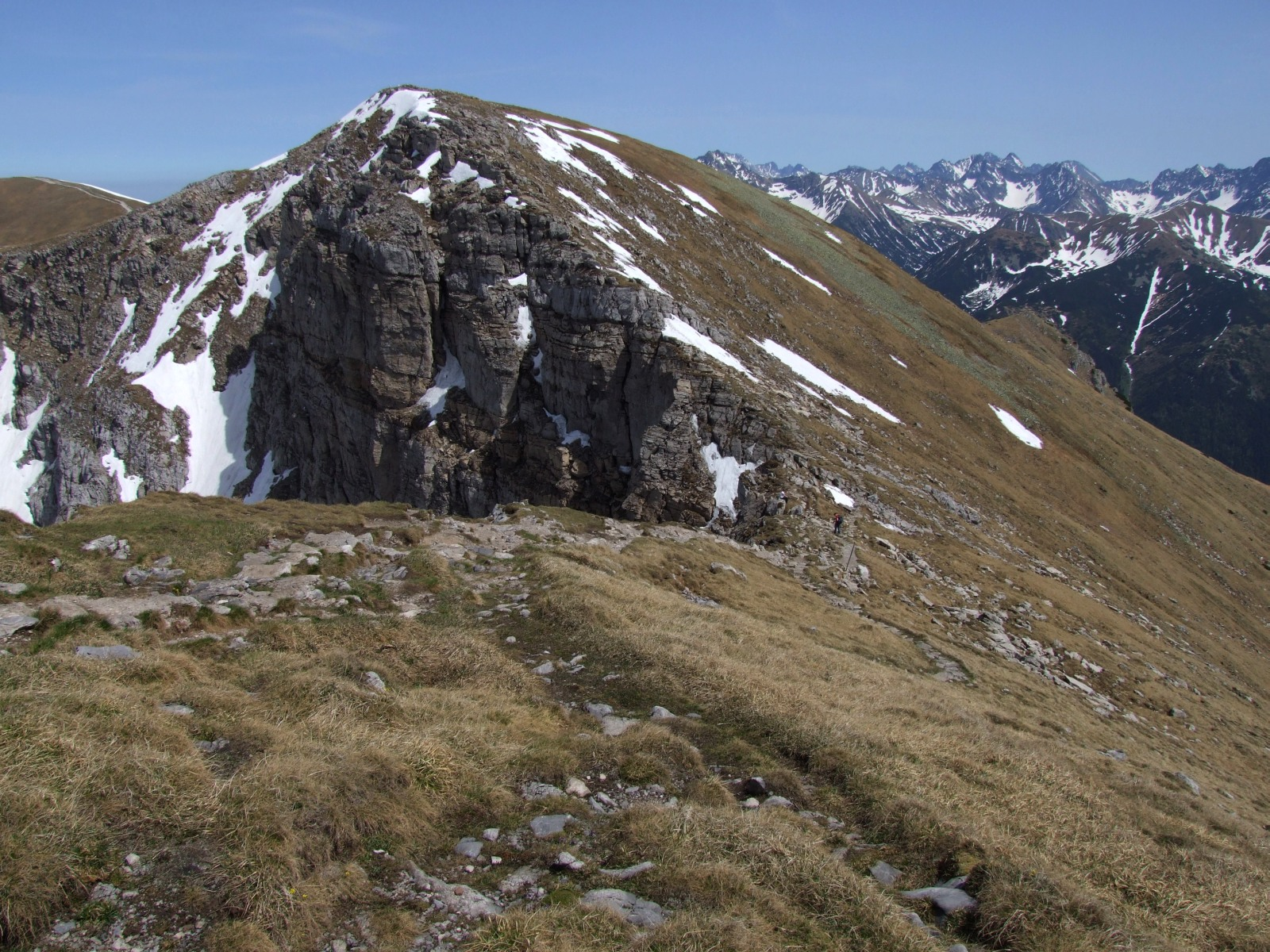
Widok od zachodu na Krzesanicę

## Opis jaskini
Jaskinią jest szczelina w rowie grzbietowym Krzesanicy. Ma szerokość od 40 centymetrów do 1 metra. Jej maksymalna głębokość to około 5 metrów. 

## Przyroda
Ściany szczeliny są przeważnie mokre. Przez większą część roku w jaskini zalega śnieg. Rosną w niej mchy, glony i porosty.

## Historia odkryć
Jaskinia była znana od dawna. Jej opis i plan sporządziła 1 sierpnia 1981 roku I. Luty przy współpracy A. Sadowskiej i A. Skarżyńskiego.